# Przycisk wyboru

Przykładowe checkboxy

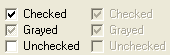
Przykładowe checkboxy (po prawej nieaktywne)

Przycisk wyboru (ang. check box) – przycisk, który jest w działaniu bardzo podobny do przycisku przełączania, z tym tylko, że znacznie różni się od niego wyglądem.
Przycisk zwykle jest skojarzony z odpowiednią etykietą (niektóre biblioteki, np. MS Windows API, i tak implementują napis jako stan każdego widżetu), natomiast jeśli chodzi o wygląd to jest to zwykle mały prostokącik, wielkości mniej więcej jednego-dwóch znaków, który w zależności od stanu albo jest „czysty”, albo jest na nim narysowany znaczek „tick” („v” z wydłużonym prawym ramieniem), ewentualnie niektóre style stosują krzyżyk (zdarza się też mały prostokącik, który wygląda na wypukły lub wklęsły). Po prawej lub lewej stronie tego prostokąciku znajduje się etykieta przycisku (innych sposobów umieszczania etykiety się raczej nie spotyka).
Przycisk wyboru jest zwykle trójstanowy (tylko od konfiguracji zależy, czy będzie on się zachowywał jak dwustanowy lub trójstanowy). W „trzecim stanie” przycisk zaznaczania wygląda zazwyczaj tak jak w stanie „zaznaczony”, tyle tylko że rysunek „tick”-a jest wyszarzony.
Przycisk ten można tylko kliknąć lewym klawiszem myszy, po czym zmienia on stan na „następny” (w przypadku przycisków dwustanowych jest to odwrócenie stanu, w przypadku trójstanowych jest to cykliczne przechodzenie w inne stany).
Zdarzenia są niemal identyczne, jak w przypadku przycisku – generowanie zdarzenia następuje w momencie zwolnienia przycisku myszy, pod warunkiem, że zwolnienie nastąpi w momencie, gdy kursor myszy znajduje się nad prostokątem lub etykietą przycisku.